# Postscript
Postscript (kamelnoterat PostScript) är ett programspråk avsett att användas för att beskriva hur sidor ska se ut vid utskrift, på en datorskärm eller på en skrivare. Det introducerades av Adobe Systems år 1984 och användes först av Apples laserskrivare LaserWriter[källa behövs]. 
Postscript är numera en av tre de facto-standarder för sidbeskrivning för datorskrivare. De andra heter PDF och PCL. Postscript finns även tillgängligt i vissa kopieringsmaskiner och även i grafikprogram till datorer. Nextstep använde en variant av Postscript för all skärmgrafik.
Som programspråk har Postscript Forth som förebild. Formatet på data kan vara binärt eller text ("läsbart"). Språket är stackbaserat och knappast ägnat att användas av mänskliga programmerare för regelrätt programmering. Det är dock ett "komplett" programspråk med funktioner och rekursion.

## Programexempel
Följande program genererar om det skickas till en Postscript-tolk en sida med texten "Hello, World!".
```
%!
% De första tecknen i filen måste vara "%!" för att markera att det är postscript.
% Därefter är allt som kommer efter "%" kommentarer.
% Börja med att placera "pennan" genom att lägga koordinaterna på stacken:
20 763
% ... och anropa funktionen moveto:
moveto
% Lägg strängen på stacken och anropa funktionen show:
(Hello, World!) show
% Avsluta med att tala om för postscripttolken att sidan är färdig att skrivas ut:
showpage
```

Postscript-tolken kan också anropas interaktivt, varvid följande kod utgör ett Hello, World!,
```
(Hello world!) stack
```